# Baliancheng
Baliancheng (八连城遗址) est un site archéologique du nord-est de la Chine, situé entre la ville d'Hunchun et le Tumen, près des frontières russe et coréenne. Il est considéré comme étant le site de Dongjing Longyanfu, capitale de l'est du royaume de Balhae de 785 à 794 et porte du pays vers le Japon. 
Ce site est inscrit dans la liste des monuments de la république populaire de Chine (5-31) depuis 2001. 